# Ciril Lionel Robert James
Ciril Lionel Robert James (C. L. R. James), zgodovinar, pisatelj, socialist, * 9. januar 1901, Tunapuna, Trinidad in Tobago, † 31. maj 1989, Brixton, London, Anglija.

## Življenje

### Zgodnje življenje
Rodil se je kot prvorojenec materi Idi Elizabeth James in očetu Robertu Alexandru Jamesu, v mestu Tunapuna, Trinidad. Pri komaj devetih letih je James dobil štipendijo za Queen's Royal College (QRC), kjer je postal klubski igralec kriketa in se odlikoval kot športnik, začel pa je tudi s pisanjem leposlovja. Po diplomi leta 1918 na QRC je bil tam zaposlen kot učitelj angleščine in zgodovine.
Bil je član antikolonialistične skupine, kroga pisateljev, povezanih z revijo »The Beacon«, v kateri je objavil serijo kratkih zgodb. Njegova kratka zgodba »La Divina Pastora« (Božanska pastirica), ki je bila objavljena leta 1927, je bila na široko ponatisnjena.

### Leta v Veliki Britaniji
Leta 1932 je James zapustil Trinidad in odšel v malo mesto Nelson, v Lancashiru v Angliji. Tja ga je povabil njegov prijatelj Learie Constantine, ki je Jamesa osebno in finančno podprl pri izdaji knjige »The Life of Captain Cipriani« (Življenje kapitana Cipriana).
V tridesetih letih 20. stoletja je bil James dopisnik za kriket za »The Guardian« in se vse bolj vpletal v marksizem (smer v filozofiji, ki vključuje specifično razumevanje človeka, družbe in zgodovine) ter gibanja za neodvisnost Afrike in zahodne Indije.
Leta 1934 je James napisal igro v treh dejanjih o haitijskem revolucionarju Toussaintu L'Ouvertureju (z naslovom Toussaint Louverture: The Story of the Only Successful Slave revolt in History). Zatem je leta 1938  James napisal drugo igro o haitski revoluciji – »The Black Jacobins« – marksistično študijo o revoluciji sužnjev na Haitiju v sedemdesetih letih 18. stoletja, ki je njegovo najpomembnejše delo in mu je prineslo splošno priznanje.

### Življenje v ZDA in srečanje s Trockim
Leta 1939 je zapustil Anglijo in šel v ZDA, kjer ga je socialistična delavska stranka povabila na turnejo po ZDA, da bi podprl temnopolte delavce.
Leta 1939 je James obiskal Trockega v Mehiki. Glavna tema, o kateri sta razpravljala, je bila »črno vprašanje«. Trocki je trockistično stranko videl kot zagotavljanje vodstva temnopolte skupnosti. Na drugi strani je bila ideja Jamesa, da bi boj Afroameričanov pospešil mnogo širše radikalno družbeno gibanje. Po mesecu dni, aprila istega leta, se je vrnil v ZDA.

### Združene države Amerike
James je bil leta 1953 izgnan iz ZDA. Zapustil je prejšnjo stranko in se povezal z Maxom Shachtmanom, ki pa je ustanovil delavsko stranko imenovano WP (Workers Party). Tako je znotraj WP-ja ustanovil Johnson-Forest Tendency (radikalna leva težnja v ZDA, povezana z marksističnima humanističnima teoretikoma C.L.R. Jamesom in Rayo Dunayevskaya), s  katero je želel deliti svoje poglede znotraj nove stranke.
Težnja Johnson-Forest je vse več pozornosti namenila osvobodilnim gibanjem zatiranih manjšin, ki so tudi postali osrednji del težnje.

### Vrnitev v Veliko Britanijo
Leta 1953 je James moral zapustiti Veliko Britanijo, saj mu je potekla viza. Nato se je štiri leta kasneje odpravil v Gano. Novi voditelj Gane, Kwame Nkrumah, mu je dejal, da meni, da bi moral napisati knjigo o Konvekcijski ljudski stranki, ki je pod njegovim vodstvom pripeljala državo do neodvisnosti.

### Trinidad
Leta 1958 se je James vrnil v Trinidad, kjer je bil urednik časopisa z imenom “The Nation” (People’s National Movement - PNM) ter se tudi aktiviral v panafriškem gibanju. Ko se je sprl z vodstvom PNM-ja se je ponovno vrnil v Veliko Britanijo, kjer se je pridružil fakulteti v Londonu. V nekaj letih je bil James nato povabljen na univerzo v Kolumbiji, kjer je poučeval, dokler se ni leta 1981 vrnil v Veliko Britanijo.

### Osebno življenje
James je bil trikrat poročen. Z drugo ženo sta imela sina po imenu C. L. R. James mlajši, znanega kot Nobbie.
Umrl je 19.5.1989 zaradi okužbe prsnega koša. Spominska slovesnost je bila organizirana na nacionalnem stadionu 28. 6. 1989.

### Kriket
James je vsepovsod znan kot pisec o kriketu, predvsem zaradi svoje avtobiografske knjige z naslovom »Beyond a Boundary«. To delo velja za najboljšo knjigo o kriketu, ki je bila kadarkoli napisana ali včasih celo za najboljšo knjigo o športu na splošno.

## Dela
Nekatera izmed njegovih najpomembnejših del so:
-       The Black Jacobins (Črni Jakobinci, zgodovina haitijske revolucije)
-       Beyond a Boundary (Onstran meje, memoar o kriketu)
-       Minty Alley (roman - socialni komentar, ki je odražal njegove številne politične skrbi)
-       World Revolution (Svetovna revolucija, vzpon in padec komunistične internacionale)
-       Toussaint Louverture: The Story of the Only Successful Slave Revolt in History (Zgodba o edinem uspešnem uporu sužnjev v zgodovini, igra v treh dejanjih)
Opomba: C. L. R. James še ni omenjen v slovenski literaturi in tudi njegova dela niso prevedena v slovenski jezik.

## Zapuščina
▪       Leta 1976 je Mike Dibb režiral film o Jamesu z naslovom Beyond a Boundary za BBC-jevo televizijsko serijo Omnibus.
▪       Leta 1983 je Jim Murray ustanovil Inštitut C. L. R. James – ima sedež v New Yorku in je pridružen Centru za afriške študije na Univerzi v Cambridgeu.
▪       V njegovo čast je poimenovana javna knjižnica v londonskem okrožju Hackney.